# Сабзеварская экспедиция
Сабзеварская экспедиция — решающее событие в карьере Надир-шаха, после которого он фактически превратился из простого верховного главнокомандующего сил Тахмаспа II в правителя персов (хотя формально это ещё было правительство в изгнании, поскольку столица — Исфахан — находилась в руках афганцев Мир Махмуда). Экспедиция была начата в основном из-за некомпетентности Тахмаспа и его непродуманных попыток обуздать силы Надир-шаха.

## Предыстория
После короткой кампании в южном Хорасане против афганцев дуррани, которая завершилась битвой при Сангане, Надир стал готовить более амбициозный план действий, направленных на захват у афганцев Герата. Он согласовал с Тахмаспом II, что они вторгнутся на юг Афганистана и во главе двух армий по сходящимся направлениям подойдут к Герату. Однако Тахмасп становился все более недоверчивым, вероятно, завидуя славе Надира среди солдат. Вместо похода на юг он увел свои войска на север Хорасана, где провозгласил Надира предателем и призвал верноподданных присоединиться в борьбе с ним.

## Ответ Надира
Реакция Надира была немедленной. Он оставил своего брата в Мешхеде и выдвинулся с основной массой своих солдат на север против Тахмаспа. Шах был осажден Надиром в крепости Кёне-Санган, и Надир приказал подвергнуть укрепление тяжелой бомбардировке. Курды, которые прибыли, чтобы освободить шаха, попали в ловушку, устроенную Надиром и были вынуждены с позором сдаться. Тахмасп, узнав о том, что остался один, направил послов для переговоров с Надиром. Шах потребовал для себя гарантий безопасности, на что Надир с издевкой напомнил о судьбе Фатх Али-хана, которому сам Тахмасп обещал жизнь, но после сдачи велел обезглавить. Несмотря на то, что Надир принял капитуляцию Тахмаспа и не стал ему мстить, с этого момента шах стал марионеткой Надира.

## Умиротворение севера
После усмирения Тахмаспа Надир продвинулся к Астарабаду, а затем дальше в Мазендаран, взяв под свой контроль все южное побережье Каспийского моря. Благодаря этому, он укрепил границы Хорасана со всех сторон, и теперь с подчиненной ему большой армией мог продвинуться к югу, на Герат.